# Huguette Géliot
Pour les articles homonymes, voir Géliot.
Huguette Géliot, née Huguette Pierrette Thérèse Domange le 20 septembre 1923 à Paris (8e arrondissement), est une harpiste française.

## Biographie
Huguette Domange obtient à quinze ans un premier prix de harpe au Conservatoire de Paris, dans la classe de Marcel Tournier,.
Le 6 juillet 1944, elle épouse Bernard Géliot (1910-1988), industriel et chanteur, avec qui elle a cinq enfants, dont Martine Géliot et Christine Géliot.
Elle fait carrière au conservatoire de Fontainebleau en tant que professeure et dans celui du 6e arrondissement de Paris.
Elle se produit à Radio France en tant que soliste et reçoit la légion violette de l'ordre des Palmes académiques.
Elle est la fondatrice du Concours international de harpe Martine Géliot, dont la première session a eu lieu à Avon en 2004.
Elle est la petite-fille de la compositrice Mel Bonis. En 2016, à Villecresnes, commune du Val-de-Marne, les élèves choisissent, parmi d'autres propositions, le nom de leur école devenu le groupe scolaire « Mélanie Bonis ». Il est inauguré en présence d'Huguette Domange et de sa fille Christine Géliot, fondatrice et présidente de l'Association Mel Bonis, créée en 2000.
En 2016, elle fait partie de l'équipe pédagogique de l'Académie de musique en Berry.

## Œuvres
- Les Plaisirs de la harpe, 3 volumes (1992, 1995, 2000), éd. Lemoine

## Discographie
- Violon et harpe, Gaetano Donizetti, Johann Baptist Krumpholtz, Serge Garcia (violon) et Huguette Géliot (harpe), 1993